# Finska mästerskapet i bandy 1954
Finska mästerskapet i bandy 1954 avgjordes genom en enda serie. Warkauden Pallo -35 vann mästerskapet.

## Mästerskapsserien

### Slutställning
| Lag                    | Spelade | Vinster | Oavgjorda | Förluster | Målskillnad | Poäng |
| ---------------------- | ------- | ------- | --------- | --------- | ----------- | ----- |
| Warkauden Pallo -35    | 9       | 6       | 1         | 2         | 46–31       | 13    |
| Lappeenrannan Veiterä  | 9       | 6       | 1         | 2         | 34–25       | 13    |
| OPS                    | 9       | 6       | 0         | 3         | 31–22       | 12    |
| Joensuun Maila-Pojat   | 9       | 5       | 2         | 2         | 25–22       | 12    |
| Käpylän Urheilu-Veikot | 9       | 5       | 1         | 3         | 39–25       | 11    |
| HJK                    | 9       | 3       | 3         | 3         | 23–245      | 9     |
| IFK Vasa               | 9       | 4       | 0         | 5         | 29–32       | 8     |
| Viipurin Reipas        | 9       | 2       | 3         | 4         | 25–32       | 7     |
| OLS                    | 9       | 1       | 3         | 5         | 15–28       | 5     |
| Borgå Akilles          | 9       | 0       | 0         | 9         | 10–36       | 0     |

### Matcher
| Lag                    | WP35 | LV  | OPS | JMP | KUV | HJK | VIFK | Reipas | OLS | PA  |
| ---------------------- | ---- | --- | --- | --- | --- | --- | ---- | ------ | --- | --- |
| Warkauden Pallo -35    |      |     | 7-3 | 5-2 |     | 5-2 | 8-4  |        |     |     |
| Lappeenrannan Veiterä  | 4-3  |     |     | 4-3 |     | 2-2 |      | 4-1    | 4-0 |     |
| OPS                    |      | 3-2 |     | 1-2 | 4-3 |     | 4-1  |        | 3-1 |     |
| Joensuun Maila-Pojat   |      |     |     |     | 5-4 | 3-2 |      | 1-1    |     | 2-1 |
| Käpylän Urheilu-Veikot | 8-5  | 6-5 |     |     |     | 2-2 | 1-2  |        | 7-0 |     |
| HJK                    |      |     | 3-2 |     |     |     | 1-5  | 6-4    |     | 5-1 |
| IFK Vasa               |      | 5-6 |     | 2-5 |     |     |      | 2-3    | 5-3 | 3-1 |
| Viipurin Reipas        | 5-5  |     | 1-7 |     | 2-3 |     |      |        | 3-3 | 5-1 |
| OLS                    | 1-4  |     |     | 2-2 |     | 0-0 |      |        |     | 5-0 |
| Borgå Akilles          | 2-4  | 2-3 | 2-4 |     | 0-5 |     |      |        |     |     |

WP-35 vann mästerskapet efter seger i skiljematchen mot 4–3. Nykomlingar från Finlandsserien blev Veitsiluodon Vastus och Kouvolan Urheilijoiden Palloilijat medan OLS:n och Akilleksen åkte ur.

## Finska mästarna
WP-35: 

## AIF-mästerskapet
AIF-mästerskapet spelades i två åttalagspooler.
Match om tredje pris
| Lag 1         | Resultat | Lag 2         |
| ------------- | -------- | ------------- |
| Imatran Pallo | 4–2      | Kokkolan Jymy |

Final
| Lag 1                     | Resultat | Lag 2          |
| ------------------------- | -------- | -------------- |
| Oulun Työväen Palloilijat | 2–1      | Helsingin Jyry |

Finska AIF-mästarna: Helge Nummi, Jorma Ollanketo, Jorma Hurskainen, Eino Torvinen, Reino Kaarela, Paavo Laukka, Jouko Ahmala, Eero Koivunen, Juhani Nisula, Rauli Kampman och Ahti Wunsch.

## Match mellan förbundsmästarna (FBF-AIF)
Spelades ej.